# 3688 Navajo
3688 Navajo este un asteroid din centura principală, descoperit pe 30 martie 1981 de Edward Bowell.